# Seebrücke Boltenhagen

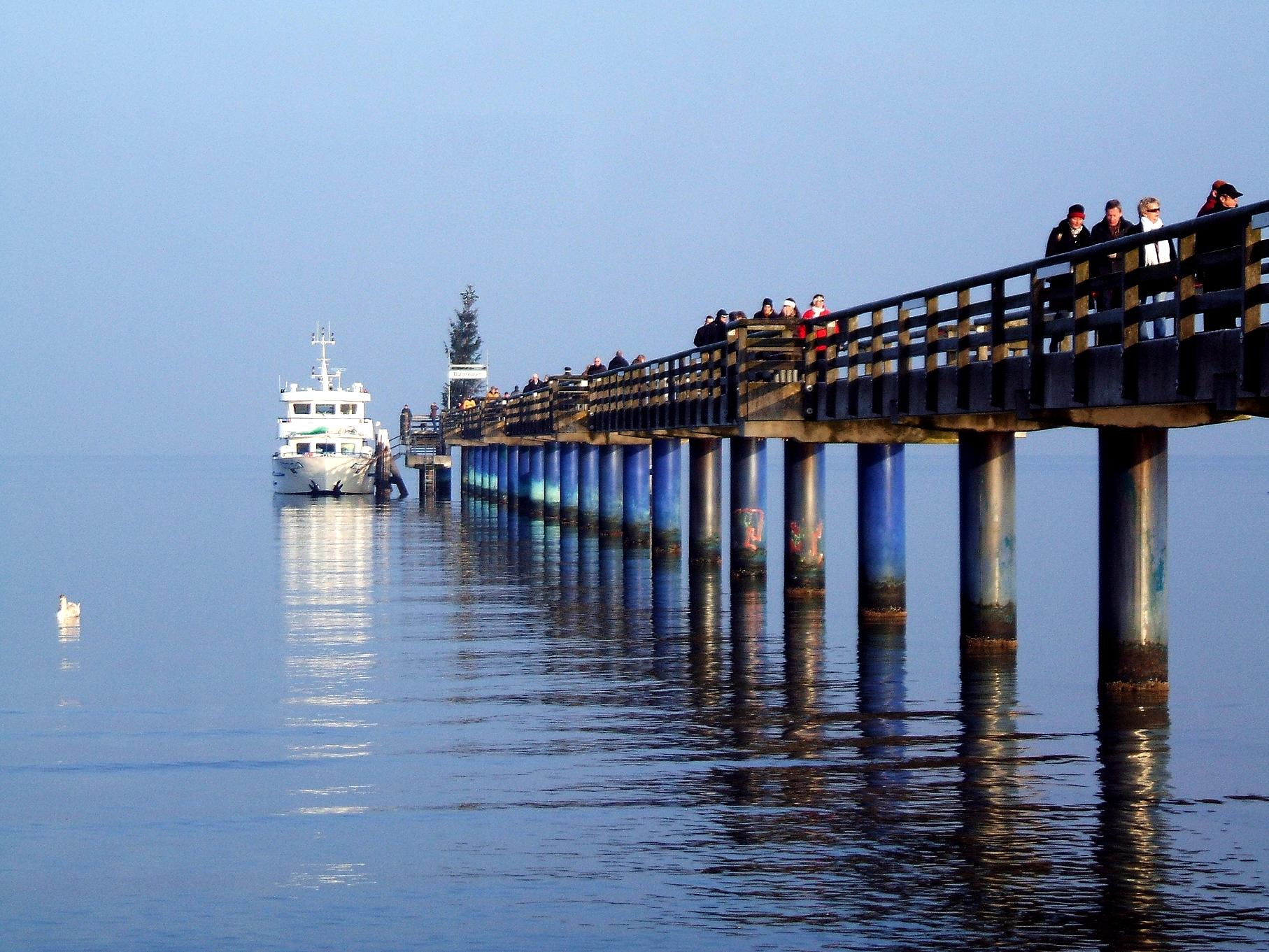
Die Seebrücke in Boltenhagen, Sicht vom Strand aus Nordwest (2008)

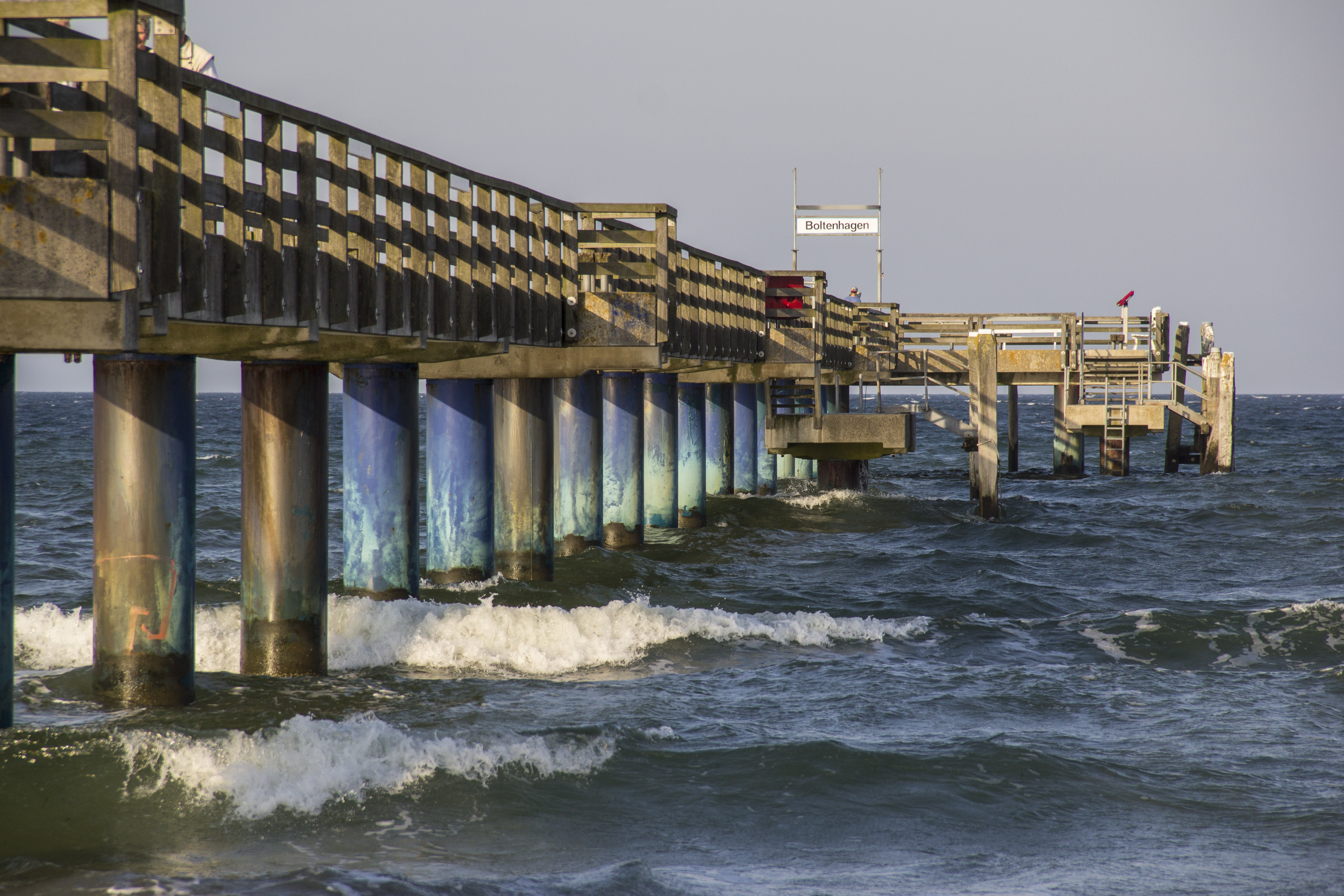
Die Seebrücke, Sicht vom Strand aus Südost (2014)

Die Seebrücke Boltenhagen ist eine Seebrücke in Boltenhagen an der Ostsee.
Ein Vorgängerbau war im Jahr 1911 errichtet worden. Die 300 Meter lange Brücke wurde im Winter 1941/1942 durch Eisgang, Wind und Wasser zerstört. Die heutige Seebrücke wurde im April 1992 für 2,3 Millionen DM fertiggestellt. Sie ragt 290 Meter in die Ostsee hinein und schließt wieder an den Seeverkehr an.